# Брянцево (платформа)
Бря́нцево  — остановочный пункт (бывший разъезд) на перегоне Дорошиха — Лихославль участка Тверь — Бологое главного хода Октябрьской железной дороги. Находится на границе Калининского района Тверской области и Заволжского района Твери.
Полустанция Брянцево открыта в 1875 году. Название — от близлежащей деревни Брянцево. 27 января 1913 года на станции в результате неисправности стрелочного перевода произошел сход с рельсов товарного поезда. 30 января 1919 года вблизи станции произошло крушение пассажирского поезда Петроград — Москва.
Путевое развитие ликвидировано в 1980-х — 1990-х годах, однако разъезд продолжает числиться в перечне станций Октябрьской дирекции управления движением как станция 5-го класса.
Пассажирское движение — 11 пар пригородных электропоездов в сутки. Время следования от станции Тверь — 12 минут. Поезда дальнего следования на станции не останавливаются.
На остановочном пункте — две боковые низкие платформы. Турникетами не оборудован.